# Cheilosia balkana
Cheilosia balkana är en tvåvingeart som beskrevs av Ante Vujic 1994. Cheilosia balkana ingår i släktet örtblomflugor, och familjen blomflugor. Inga underarter finns listade i Catalogue of Life.